# Pomacentrus adelus
Pomacentrus adelus es una especie de peces de la familia Pomacentridae en el orden de los Perciformes, que habita en el Océano Pacífico.

## Descripción
Es un pez relativamente pequeño, los machos pueden llegar alcanzar los 8,5 cm de longitud total., además los individuos más jóvenes presentan un patrón de color más oscuro, con manchas azules alrededor de su cara y cuerpo, y una mancha de color negro rodeada de un anillo azul neon, que se encuentra justo al final de la aleta dorsal. Por otra parte los adultos poseen un color azul más pálido en la mayor parte del cuerpo, también tienen un tono amarillo limon en sus aletas pectorales, ojo, boca y cola. La mancha en su aleta dorsal es más pálida.

## Distribución geográfica y Habitat
Se encuentra desde el Mar de Andaman hasta Vanuatu, incluyendo Filipinas, el norte de Australia, Nueva Caledonia y Tonga . Los adultos viven en las lagunas y en los arrecifes cercanos o lejanos de las costas, generalmente en zonas con cascajo y a profundidades que van de los 2 a los 8 m.

## En Cautividad
Aunque son peces muy fáciles de mantener en cautiverio pues se adaptan rápidamente, aceptan cualquier tipo de comida, son muy resistentes y no demasiado exigentes con los parámetros del agua, son muy agresivos y territoriales. Si son introducidos al acuario una vez que todos los demás peces se hayan adaptado, establecido su territorio y con peces más grandes que ellos, no se tendrá demasiados problemas. Pero siempre hay que mantenerlos bien vigilados, para intervenir inmediatamente en caso de peleas o ataques, o para retirarlos del acuario en caso de ser necesario.

## Comportamiento
En la época de apareamiento las hembras ponen los huevos sobre el sustrato, ya que estos son dermesales y se adhieren fácilmente al sustrato. Mientras el macho los cuida manteniéndose atento a cualquier intruso.